# الاختلافات النصية في إنجيل مرقس
الاختلافات النصية في إنجيل مرقس (بالإنجليزية: Textual variants in the Gospel of Mark) هي موضوع دراسة الاختلافات النصية في المخطوطات او ترجمات عندما يقوم الناسخ بإجراء تحريفات متعمدة أو غير مقصودة في مخطوطة على النص الذي يتم إعادة إنتاجه او ترجمته وترد في هذه المقالة أدناه قائمة مختصرة من المتغيرات النصية في هذا الكتاب بالذات.

## الاختلافات النصية الموجودة

### الاختلافات في عدد اصحاحات
خاتمة إنجيل مرقس الطويلة ( مرقس 16:9 - 20 :16) غير موجودة في مخطوطات السينائية ومخطوطات الفاتيكانية ومخطوطات بيزا ومخطوطات السريان السينائي ومخطوطات القبطي الصعيدي اقدم مخطوطات قبطية وبعض مخطوطات الارمينية والجورجية وبعض مخطوطات الافرامية واشار بعض اباء والقدسيين على عدم وجودها كإبيفانيوس وساويرس الأنطاكي وهسيخيوس الاسكندري  ويوسابيوس القيصريّ وجيروم وبعض آباء الكنيسة اخرين إلى أن خاتمة إنجيل مرقس لا تنتمي للنص الأصليّ. فعلى سبيل المثال، يقول يوسابيوس القيصريّ «“تُحدِد النُسَخ الدقيقة نهاية القصة» وكان يشير الى مرقس 16:8ولم يذكره اكليمندس السكندرى وأوريجانوس وقد وجد كونيبير في مخطوطة أرمينية إشارة إلى أن هذه الأعداد كتبها أريستون الشيخ تلميذ يوحناكما غير موجودة في تراجم السريانية والارامية وغير موجودة في بردية 45

### اختلافات نصية
حوَت المخطوطات الكنسية أجزاء من الأناجيل، وكثيرًا ما تستخدم الأناجيل الضمائر عوضًا عن الأسماء، فمثلا خلال (89) آية متوالية في إنجيل مرقس (مر 6 : 31 - 8 : 26) لم يُذكر فيها اسم يسوع لا بِاسمه "يسوع" ولا بلقه مثل "الرب" أو "المعلم"، إنما أُشِير إليه بالضمير "هو"، فعند نساخة جزء من الأناجيل في هذه المخطوطات الكنسية كان الناسخ يستعيض عـن الضمائر بالأسماء، فمثلًا لو كان في الإنجيل: "وبينما كان يعلّم" يضيف الناسخ لمخطـوط القراءة الكنسيـة اسم يسوع، فيكتب "وبينما كان يسوع يعلم".
بَدْءُ إِنْجِيلِ يَسُوعَ الْمَسِيحِ ابْنِ اللَّهِ: ( مرقس 1:1) غير موجودة في مخطوطات المكتشفة يونانية متاخرة وغير موجودة في مخطوطات الارمنية و بعض القبطي ولم يذكره فيكتورينوس وباسيليوس القيصري وجيروم ثلاث مرات
"وَقَالَ لَهُمْ: «هذَا هُوَ دَمِي الَّذِي لِلْعَهْدِ الْجَدِيدِ، الَّذِي يُسْفَكُ مِنْ أَجْلِ كَثِيرِينَ." ( مرقس 14: 24 ) غير موجودة في السينائية وفي الفاتيكانية وفي الافرايمية وبيزا.
" فنظر اليه يسوع و احبه و قال له يعوزك شيء واحد اذهب بع كل ما لك و اعط الفقراء فيكون لك كنز في السماء و تعال اتبعني حاملا الصليب. (إنجيل مرقس 10: 21) التراجم العربية التي كتبت المقطع ''الفانديك'' التي حذفت المقطع ''الحياة'' ''المشتركة'' ''اليسوعية'' البولسية'' الكاثوليكية'' غير موجودة في مخطوطة السينائية والفاتيكانية من القرن الرابع وبيزا والافرايمية من القرن الخامس والفلجاتا 
"حَيْثُ دُودُهُمْ لاَ يَمُوتُ وَالنَّارُ لاَ تُطْفَأُ." (مرقس 9: 44). الترجمات العربية التي كتبت 'الفانديك' ''الحياة' البولسية' المبسطة التي حذفت نص كليا ''اليسوعية'' الكاثوليكية غير موجود في التراجم الانجليزي وبعض اللغات الاخري , مخطوطات غير موجودة في السينائية والفاتيكانية وايضا واشنطون والافريمية وبعض يوناني والاتني و السرياني الاقدم والقبطي الصعيدي والبحري والقيومي والارمني والجورجي, يقال ان حذف بسبب احد النساخ اختصره في عدد واحد كافي معبر عن المعني في العدد 48 وان مخطوطات القرن الرابع قد كتبت بسرعه لاجل طلب الامبراطوط نسخ خمسين نسخه ونسخوا في وقت قصير مما جعل النساخ يخطؤون ويختصرون التكرارات.
"وَإِنْ لَمْ تَغْفِرُوا أَنْتُمْ لاَ يَغْفِرْ أَبُوكُمُ الَّذِي فِي السَّمَاوَاتِ أَيْضًا زَلاَتِكُمْ." (مرقس 11: 26) الترجمات العربية التي كتبت 'الفانديك'الحياة ''المشتركة'' البولسية' المبسطة لتي حذفت نص كليا اليسوعية, الكاثوليكية, الانجليزي وبعض التراجم الاخري وغير موجودة في بعض مخطوطات يونانية يقال ان سبب حذف هو النهايات المتشابهة للفصل ,اخطا الناسخ الذي قفز نظره من اخر العدد 25 الي اخر العدد 26 وبدا مباشره في العدد 27 وغير موجودة في مخطوطة واشنطن وبعض اللاتيني وفي الاقدم السرياني السينائي والسرياني الفلسطيني والقبطي الصعيدي والارميني والجورجي
وَكُلُّ مَنْ لاَ يَقْبَلُكُمْ وَلاَ يَسْمَعُ لَكُمْ فَاخْرُجُوا مِنْ هُنَاكَ وَانْفُضُوا التُّرَابَ الَّذِي تَحْتَ أَرْجُلِكُمْ شَهَادَةً عَلَيْهِمْ. اَلْحَقَّ أَقُولُ لَكُمْ: سَتَكُونُ لأَرْضِ سَدُومَ وَعَمُورَةَ يَوْمَ الدِّينِ حَالَةٌ أَكْثَرُ احْتِمَالاً مِمَّا لِتِلْكَ الْمَدِينَةِ (مرقس 6: 11) التراجم العربية التي كتبت المقطع ''الفانديك'' التي لم تكتبه "الحياة" "اليسوعية" ''البولسية" "الكاثوليكية''المخطوطات التي حذفت السينائية والفاتيكانية من القرن الرابع وبيزا والافرايمية من القرن الخامس والترجمه القبطي الصعيدي والفلجاتا وبعض اليوناني
"لأَنَّكُمْ تَرَكْتُمْ وَصِيَّةَ اللهِ وَتَتَمَسَّكُونَ بِتَقْلِيدِ النَّاسِ: غَسْلَ الأَبَارِيقِ وَالْكُؤُوسِ، وَأُمُورًا أُخَرَ كَثِيرَةً مِثْلَ هذِهِ تَفْعَلُونَ». ( مرقس 7: 8) التراجم العربية التي كتبت المقطع ''الفانديك" التي لم تكتب المقطع ''الحياة'' ''المشتركة'' ''اليسوعية'' ''الكاثوليكية'' ''البولسية' المخطوطات التي حذفته البردية 45 التي تعود القرن الثالث والسينائية والفاتيكانية من القرن الرابع وايضا الترجمات القبطية من القرن الثالث وبعده وبعض اليوناني غير موجودة في البردية 45 وغير موجودة في مخطوطات واشنطن ومخطوطات القبطي الصعيدي والبحري
"فَتَحَيَّرَ التَّلاَمِيذُ مِنْ كَلاَمِهِ. فَأَجَابَ يَسُوعُ أَيْضًا وَقَالَ لَهُمْ: «يَا بَنِيَّ، مَا أَعْسَرَ دُخُولَ الْمُتَّكِلِينَ عَلَى الأَمْوَالِ إِلَى مَلَكُوتِ اللهِ!" ( مرقس 10: 24) التراجم العربية التي كتبت المقطع ''الفانديك"  ''الحياة '' التي لم تكتب المقطع ''المشتركة'' ''اليسوعية '' ''الكاثوليكية'' ''البولسية"  المخطوطات التي حذفته المخطوطة السينائية والفاتيكانية والترجمة القبطي الصعيدي وبعض اليوناني 
مُبَارَكَةٌ مَمْلَكَةُ أَبِينَا دَاوُدَ الآتِيَةُ بِاسْمِ الرَّبِّ! أُوصَنَّا فِي الأَعَالِي!». ( مرقس 11: 10) التراجم العربية التي كتبت المقطع ''الفانديك'' التي حذفت الجملة ''الحياة'' ''المشتركة'' ''اليسوعية'' البولسية'' الكاثوليكية'' مخطوطات التي حذفته السينائية والفاتيكانية والافرايمية وبيزا والترجمة البشيتا والفلجاتا والقبطي وبعض اليوناني'
"فَمَتَى نَظَرْتُمْ «رِجْسَةَ الْخَرَابِ» الَّتِي قَالَ عَنْهَا دَانِيآلُ النَّبِيُّ، قَائِمَةً حَيْثُ لاَ يَنْبَغِي. - لِيَفْهَمِ الْقَارِئُ - فَحِينَئِذٍ لِيَهْرُبِ الَّذِينَ فِي الْيَهُودِيَّةِ إِلَى الْجِبَالِ،" ( مرقس 13: 14) التراجم العربية التي كتبت المقطع ''الفانديك" التي حذفت المقطع "الحياة" "اليسوعية" ''المشتركة '' ''البولسية" "الكاثوليكية المخطوطات التي حذفته السينائية ولكن يوجد عليها اثر كتابة النص ولكن لسبب مجهول قام بحذفه والفاتيكانية وبيزا وايضا الترجمة القبطي وبعض اليوناني
"اُنْظُرُوا! اِسْهَرُوا وَصَلُّوا، لأَنَّكُمْ لاَ تَعْلَمُونَ مَتَى يَكُونُ الْوَقْتُ." (مرقس 13: 33) التراجم العربية التي كتبت كلمة صلوا ''الفانديك" التي لم تكتبها "الحياة" "اليسوعية" ''المشتركة'' ''البولسية" "الكاثوليكية' المخطوطات التي حذفته هي المخطوطة الفاتيكانية من القرن الرابع وايضا بيزا من القرن الخامس يقال ان حذف بسبب خطأ ناسخ وقيل خطأ سمعي في كلمة (بروسيوخسثي ) 
"فَأَنْكَرَ قَائِلًا: «لَسْتُ أَدْرِي وَلاَ أَفْهَمُ مَا تَقُولِينَ!» وَخَرَجَ خَارِجًا إِلَى الدِّهْلِيزِ، فَصَاحَ الدِّيكُ." (مرقس 14: 68) التراجم العربية التي كتبت المقطع ''الفانديك" ''الحياة'' ''المشتركة'' التي حذفته ''اليسوعية  ''البولسية'' الكاثوليكية المخطوطات التي حذفته المخطوطة السينائية والفاتيكانية وواشنطون وايضا الترجمة القبطية البحيري, يقال ان حذف بسبب انه كثير من النساخ يميلوا لجعل الاربع اناجيل متوافقه معا . ولهذا لو وجد قراءتين الاولي تتوافق مع قراءة انجيل اخر والثانيه تختلف يكون التي تختلف او مميزه هي الاقرب الي الصحة . وقال سودين ان غالبا النساخ يميلوا لجعل الاناجيل تشبه انجيل متي ولهذا القراءه التي لا توافق انجيل متي هي الافضل . والعدد بالحذف هو لكي يشبه بقية الاناجيل وهذا الذي قاله بعض باحثي النقد النصي 
''فَأَنْكَرَ أَيْضاً. وَبَعْدَ قَلِيلٍ أَيْضاً قَالَ الْحَاضِرُونَ لِبُطْرُسَ: «حَقّاً أَنْتَ مِنْهُمْ لأَنَّكَ جَلِيلِيٌّ أَيْضاً وَلُغَتُكَ تُشْبِهُ لُغَتَهُمْ». ( مرقس 14: 70) تراجم العربية التي كتبت المقطع ''الفانديك" تراجم العربية التي حذفت المقطع ''الحياة'' ''المشتركة'' ''البولسية" ''الكاثوليكية'' ''اليسوعية'' ''المبسطة'' المخطوطات, غير موجود في السينائية والفاتيكانية والافرايمية وبيزا وغير موجود في الترجمات الفلجاتا والقبطي الصعيدي , يقال ان سبب حذف هو النهايات المتشابهة حيث ان نساخ ترك كتابته عن طريق خطاء
"فَلَمَّا سَمِعَ يَسُوعُ قَالَ لَهُمْ: «لاَ يَحْتَاجُ الأَصِحَّاءُ إِلَى طَبِيبٍ بَلِ الْمَرْضَى. لَمْ آتِ لأَدْعُوَ أَبْرَارًا بَلْ خُطَاةً إِلَى التَّوْبَةِ».( مرقس 2 :17) تراجم العربية التي كتبت المقطع ''الفانديك'' تراجم العربية التي حذفت المقطع ''السارة'' ''الحياة'' ''اليسوعية'' 'المشتركة'' ''الكاثوليكية'' ''البولسية'' ''المبسطة'' ''الشريف'' المخطوطات غير موجودة في السينائية والفاتيكانية والاسكندرية  وبيزا وغير موجودة في مخطوطات النص الاسكندري من القرن الرابع وغير موجودة في البردية 88 ومخطوطات لاتيني
"فَإِنَّ مَنْ أَرَادَ أَنْ يُخَلِّصَ نَفْسَهُ يُهْلِكُهَا، وَمَنْ يُهْلِكُ نَفْسَهُ مِنْ أَجْلِي وَمِنْ أَجْلِ الإِنْجِيلِ فَهُوَ يُخَلِّصُهَا (مرقس 8: 35) عبارة { من اجلي و} غير موجودة في في البردية 45 ومخطوطة بيزا ومخطوطات لاتينية ومخطوطات يونانية
وَبَعْدَمَا أُسْلِمَ يُوحَنَّا جَاءَ يَسُوعُ إِلَى الْجَلِيلِ يَكْرِزُ بِبِشَارَةِ مَلَكُوتِ اللهِ ( مرقس 1: 14) غير موجودة في مخطوطات السينائية  والفاتيكانية ومخطوطات خط الكبيرة ومخطوطات خط صغير ومخطوطات لاتيني ومخطوطات فولجاتا واقدم مخطوطات السرياني واقدم مخطوطات القبطي وغير موجودة في مخطوطات الارميني والجورجي واقتباس اوريجيانوس النص الذي لا يحتوي على المقطع

### الاختلافات في محتوى النص
أَلَيْسَ هَذَا هُوَ (ابْنَ النَّجَّارَ وَ/النَّجَّارَ) ابْنَ مَرْيَمَ وَأَخَا يَعْقُوبَ وَيُوسِي وَيَهُوذَا وَسِمْعَانَ؟ أَوَلَيْسَتْ أَخَوَاتُهُ هَهُنَا عِنْدَنَا؟» فَكَانُوا يَعْثُرُونَ بِهِ. ( مرقس 6: 3 ) غير موجودة في بردية 45 وروسانو الأناجيل التي تسمى اختصار (  Σ او 042 )  ومخطوطات f13 وعدة مخطوطات يونانية وبعض القبطي وبعض من ترجمات اللاتيني القديم وأيضا بعض الفلجاتا
" (لأَنَّ كُلَّ وَاحِدٍ يُمَلَّحُ بِنَارٍ وَكُلَّ ذَبِيحَةٍ تُمَلَّحُ بِمِلْحٍ.///لأَنَّ كُلَّ وَاحِدٍ يُمَلَّحُ بِنَارٍ وَكُلَّ ذَبِيحَةٍ تُمَلَّحُ بِمِلْحٍ////لِأَنَّ كُلَّ امْرِئٍ سَيُمَلَّحُ بِالنَّار. المِلْحُ شَيءٌ جَيِّد، فإِذا صارَ المِلحُ بلا مُلوحَة، فَبِأَيِّ شَيءٍ تُمَلِّحونَه؟ فَلْيَكُنْ فيكُم مِلحٌ وَلْيُسالِمْ بَعضُكم بَعضاً)).. ( مرقس 9: 50/49) التراجم العربية التي كتبت {لأَنَّ كُلَّ وَاحِدٍ يُمَلَّحُ بِنَارٍ، وَكُلَّ ذَبِيحَةٍ تُمَلَّحُ بِمِلْحٍ.} والتي تعتبر ان الفصل 9 يحتوي على 50 جزء "'الفانديك" التي كتبت {فَإِنَّ كُلَّ وَاحِدٍ سَوْفَ تُمَلِّحُهُ النَّارُ.} وتعتبر ان الفصل 9 يحتوي على 50 جزء ''الحياة'' البولسية المشتركة المبسطة 'التي كتبت النص الاطول والتي تعتبر ان الفصل 9 يحتوي على 49 جزء ''الكاثوليكية'' 'التي كتبت النص الاطول والتي تعتبر ان الفصل 9 يحتوي 50 جزء ''النسخة الارذوكسية'' على يقال ان حذف بسبب النهايات المتشابهة للفصل والنهايات المتشابه للفصل تجعل عين الناسخ يقفذ من الكلمة الملح الاولي الي الثانية ويحذف ما في المنتصف المخطوطة السكندرية المخطوطة الافرايمية كتبت النص الذي في منتصف مع وجود اختلافات كثيرا في عدة مخطوطات اخرى
"إِنْ كَانَ لأَحَدٍ أُذْنَانِ لِلسَّمْعِ، فَلْيَسْمَعْ///ولكِن ما يَخرُجُ مِنَ الإِنسان هو الَّذي يُنَجِّسُ الإِنسان ( مرقس 7: 16) الترجمات العربية التي كتبت النص الاقصر الفانديك' ''الحياة'' البولسية'' المبسطة ''المشتركة'' التي حذفت نص كليا ''اليسوعية'' التي كتبت {ولكِن ما يَخرُجُ مِنَ الإِنسان هو الَّذي يُنَجِّسُ الإِنسان} الكاثوليكية'' المخطوطات التي حذفته هي النص الاسكندري, اما التي كتبت {إِنْ كَانَ لأَحَدٍ أُذْنَانِ لِلسَّمْعِ، فَلْيَسْمَعْ} مخطوطة واشنطن وهي عليها اختلاف ما بين القرن الثاني او اخر القرن الرابع والإسكندرية من القرن الخامس وبيزا يقال ان حذف بسبب لأخطاء النساخ الذين كانوا يميلوا للحذف السماعي في النص الاسكندري

### شهادة مسيحيين
يذكر القديس إيرينيئوس ان عدد الموجدين في لوقا 10:22 ومتى 11: 27 وموجود ايضا في انجيل مرقس ويوحنا ولكن انجيل مرقس لا يحتوي على العدد واما انجيل يوحنا لا يحتوي على كامل عدد